# Cacatua negra de Latham
La cacatua negra de Latham
(Calyptorhynchus lathami) és una espècie d'ocell de la família dels cacatuids (Cacatuidae) que habita els boscos del sud-est de Queensland, meitat oriental de Nova Gal·les del Sud, nord-est de Victòria i l'illa Kangaroo.